# صاریغ دم‌حلقه‌ای سینروس
صاریغ دم‌حلقه‌ای سینروس (نام علمی: Pseudochirulus cinereus) کیسه‌داری از تیره شبه‌دستان، سردهٔ Pseudochirulus است که در کوئینزلند یافت می‌شود. در سیاهه قرمز IUCN، این جانور در وضعیت کمترین نگرانی طبقه‌بندی شده است.